# Gale Anne Hurd
Gale Anne Hurd, född 25 oktober 1955 i Los Angeles, Kalifornien, är en amerikansk film- och TV-producent.  

## Biografi
Hurd började sin karriär på New World Pictures som assistent åt Roger Corman. Senare grundade hon bolaget Pacific Western Productions och producerade filmer som Terminator (1984), Aliens - Återkomsten (1986) och Avgrunden (1989). Under 1990-talet bildade hon produktionsbolaget Valhalla Motion Pictures och producerade bland annat filmer som Savannens härskare (1996), Dante's Peak (1997) och Armageddon (1998). Hon har även varit exekutiv producent för TV-serien The Walking Dead. 
1998 mottog hon Crystal Award från Women in Film. Hon har från 2012 en stjärna på Hollywood Walk of Fame.
Hurd har varit gift tre gånger. 1985-1989 var hon gift med James Cameron. Sedan var hon gift med Brian De Palma 1991-1993, med vilken hon har en dotter.